# پلزنت هیل، شهرستان کانوی، آرکانزاس
پلزنت هیل (به انگلیسی: Pleasant Hill) یک منطقهٔ مسکونی در ایالات متحده آمریکا است که در شهرستان کانوی، آرکانزاس واقع شده‌است. پلزنت هیل ۱۹۸٫۱۲ متر بالاتر از سطح دریا واقع شده‌است.